# ウルフポイント

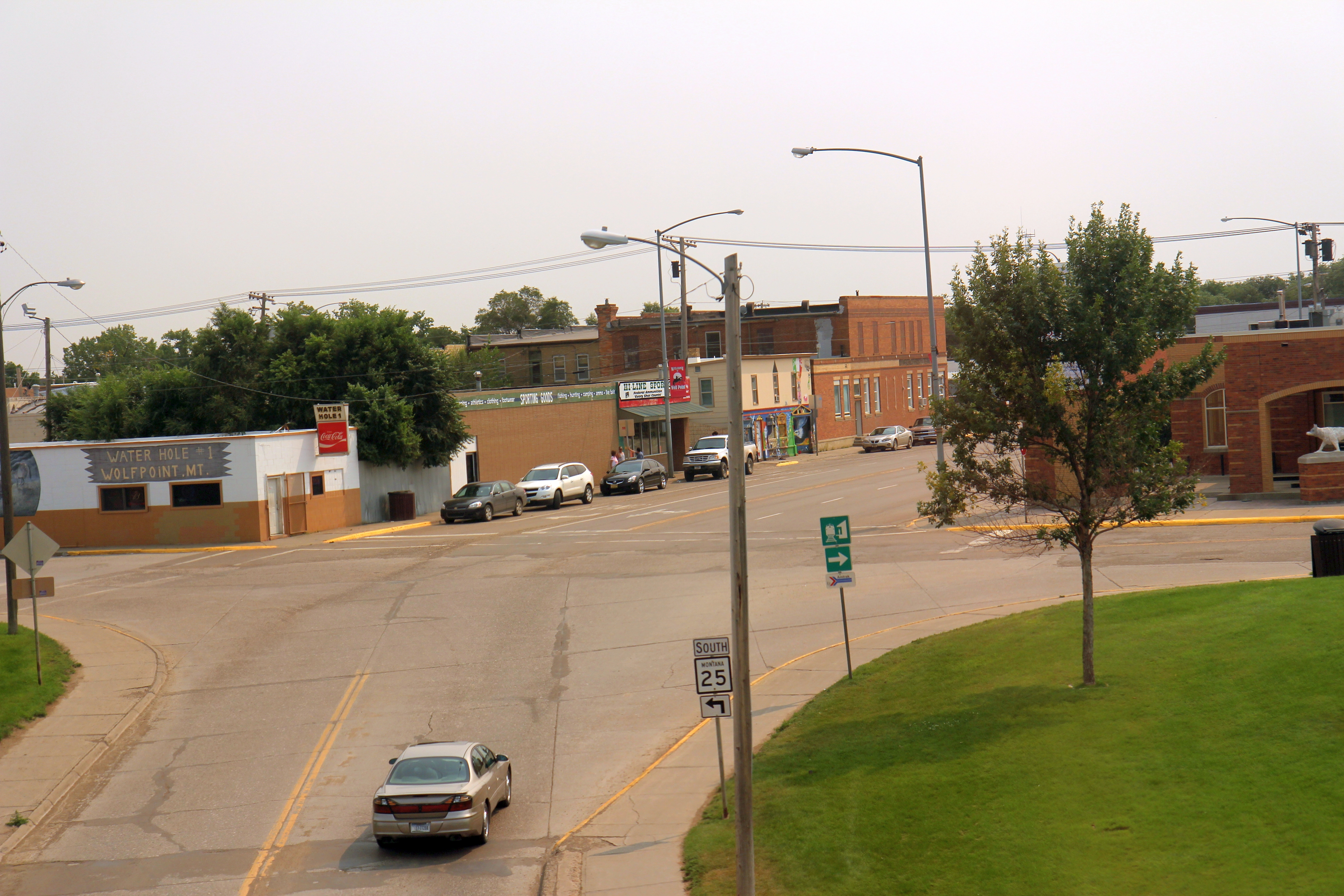
ダウンタウン

ウルフポイント（Wolf Point）は、アメリカ合衆国モンタナ州の町。ルーズベルト郡の郡庁所在地である。人口は2,621人（2010年）。

## 概要

ルーズベルト郡内の位置

アシニボイン族とスー族らアメリカ先住民が住む、インディアン居留地フォートペックインディアン居留地内にある。現地のネイティブアメリカンのアシニボイン族やスー族の他、白人もいる。
町の名の通り、町の周辺の荒野ではオオカミを目撃する事もあり、またオオカミが町のシンボル的にもなっている。
モンタナ州で最も古いロデオ大会が開催されており、元は現地のネイティブアメリカンの祭りから来ているものである。人口3000人にも満たない小さな町だがショッピングセンターやスーパーマーケットや病院などがある。

## 歴史
1842年頃にアメリカン毛皮会社がこの地に生息していたオオカミの毛皮取引の為、この地にチャールズ砦などの砦を造り、1860年から70年の時はミズーリ川を通る蒸気船の給油地としても発展し、インディアンのトレーディングポスト地としてもなった。1870年頃、オオカミの毛皮をミズーリ川を渡る船などの交通で東へ貨物するため、市場が出来、オオカミのハンター達が滞在するようになり、名前がウルフ・ポイントとなった。1880年には鉄道が通る事となり、幹線道路が敷かれ駅も造られ、発展して行った。

## 交通
ウルフ・ポイント駅はアムトラックの停車駅である。